# أيمن الرمادي
أيمن الرمادي (مواليد 1 مارس 1965) هو لاعب كرة قدم مصري معتزل ومدرب. درّب عدة اندية، من أبرزها نادي الزمالك المصري من مايو حتى نهاية يونيو 2025. وقاد الرمادي نادي الزمالك للتتويج بلقب كأس مصر في 5 يونيو 2025، لتكون أول بطولة في رصيده مع العملاق القاهري.

## النشأة
ولد أيمن الرمادي في مصر، بدأ مشواره الرياضي كلاعب كرة قدم في أندية الفيوم، ودمياط، وأسوان، والقناة، والمقاولون العرب. اعتزل اللعب عام 1991 بعد إصابة بقطع في الرباط الصليبي، ليتحول بعدها إلى التدريب، حيث بنى مسيرة ناجحة امتدت لأكثر من 15 عامًا في الملاعب الخليجية، لاسيما الإماراتية، وحقق خلالها العديد من الإنجازات مع أندية مختلفة.

## المسيرة الرياضية
يتمتع الرمادي بخبرة طويلة في مجال التدريب داخل مصر وخارجها، لا سيما في دولة الإمارات العربية المتحدة. في مايو 2025، تعاقد نادي الزمالك مع الرمادي لتولي القيادة الفنية للفريق الأول لكرة القدم حتى نهاية الموسم، خلفًا للمدرب البرتغالي جوزيه بيسيرو.
بدأ الرمادي مسيرته التدريبية في الإمارات عام 2008 عندما تولى تدريب نادي الظفرة، حيث تمكن من جمع 25 نقطة خلال 15 مباراة، وضمان بقاء الفريق في الدوري. لاحقًا، درّب مجموعة من الأندية الإماراتية، من أبرزها نادي دبي، الذي حقق معه بطولتي كأس الإمارات وكأس السوبر، كما وصل بالفريق إلى وصافة دوري أبطال آسيا. كما تولى تدريب نادي الشارقة وساهم في تعزيز موقعه بالدوري المحلي، وحقق مع نادي عجمان أفضل سجل نقاط في تاريخ مشاركاته بدوري المحترفين (37 نقطة في موسم 2018–19). كذلك تأهل مع فرق عدة، مثل دبي والشارقة والظفرة واتحاد كلباء، إلى دوري المحترفين.
على الصعيد المحلي، كانت أولى تجاربه في الدوري المصري الممتاز مع نادي أسوان، حيث نجح في إنقاذ الفريق من الهبوط وقدم مستويات مميزة، ما أكسبه احترامًا واسعًا من الجماهير والإعلام، وأطلق عليه لقب "فارس أسوان". بعد تجربة قصيرة مع نادي سيراميكا كليوباترا، عاد الرمادي لتدريب نادي الزمالك، أحد أكبر وأعرق الأندية المصرية والإفريقية، في محاولة لإعادة الفريق إلى الاستقرار.
تزامن توليه المهمة مع أزمة تعاقدية بين نادي الزمالك ومدربه السابق جوزيه بيسيرو، الذي طالب بالحصول على قيمة شرط جزائي رغم عدم وجود بند بذلك في العقد، مستندًا إلى أن عقده يمتد تلقائيًا في حال تتويج الفريق بالدوري. وقد توصل النادي والمدرب البرتغالي إلى اتفاق يقضي بفسخ التعاقد بالتراضي مقابل سداد المستحقات حتى نهاية الموسم، إضافة إلى راتب شهر إضافي. ورغم ذلك، ذكرت تقارير صحفية أن بيسيرو كلف محاميه باتخاذ خطوات قانونية للحصول على باقي مستحقاته.
أشرف الرمادي على إعادة تشكيل الجهاز الفني بالكامل، حيث ضم الطاقم الجديد عددًا من الشخصيات المعروفة، من بينهم وائل القباني مديرًا للكرة، وأيمن عبد العزيز مدربًا عامًا، وأحمد سمير وحازم إمام مساعدين، وعماد المندوه مدربًا لحراس المرمى، بالإضافة إلى ماريو كمدرب أحمال، ومحمد علاء كمحلل أداء. وقد تم استبعاد أحمد مصطفى بيبو من الجهاز الفني بناءً على انتقادات جماهيرية تتعلق بمنشورات قديمة له عبر وسائل التواصل الاجتماعي. ويحقق الرمادي لقب كأس مصر 2024–25 مع نادي الزمالك، ليترك منصبه مضيفًا بطولة لرصيده كمدرب.

## الألقاب
نادي سيراميكا كليوباترا
- كأس الرابطة المصرية: 2022–23[6]

نادي الزمالك
- كأس مصر: 2024–25